# Antoine Béchamp
Pierre Jacques Antoine Béchamp (16 de outubro de 1816 – 15 de abril de 1908) foi um químico e biólogo francês mais conhecido por ter sido um rival de Louis Pasteur. Béchamp realizou um trabalho pioneiro na indústria química, desenvolvendo um eficiente processo para produzir tintura de anilina, que foi essencial para o desenvolvimento da indústria de tintura sintética. Também desenvolveu o p-aminofenilarsonato, um composto orgânico à base de arsênico para tratar doenças causadas por parasitas.
Mestre em Farmácia.
Doutor em Ciências.
Doutor em Medicina.
Professor de Química Médica e Farmácia na Faculdade de Medicina de Montpellier.
Membro e Professor de Física e Toxicologia na a Escola de Farmácia de Estrasburgo e Professor de Química na mesma cidade.
Membro correspondente da Academia Imperial de Medicina da França e a Sociedade de Farmácia de Paris.
Membro da Sociedade Agrícola Hirault e da Sociedade Linneana do Departamento do Maine e Loire.
Medalha de Ouro da Sociedade Industrial de Mulhouse (para a descoberta de um processo baratos para a fabricação de anilina e muitos cores derivadas desta substância).
Medalha de Prata do Comitê de História e Sociedades Ilustradas (por trabalhos sobre o produção de vinho).
Professor de Química Biológica e Reitor de Escola de Medicina de Lille.

## Graus Honorários
- Oficial de Educação Pública.
- Cavaleiro da Legião de Honra.
- Comandante da Rosa do Brasil.